# Okręg wyborczy nr 7 do Sejmu Rzeczypospolitej Polskiej (1993–2001)
Okręg wyborczy nr 7 do Sejmu Rzeczypospolitej Polskiej (1993–2001) obejmował województwo chełmskie. W ówczesnym kształcie został utworzony w 1993. Wybieranych było w nim 3 posłów w systemie proporcjonalnym.
Siedzibą okręgowej komisji wyborczej był Chełm.

## Wyniki wyborów
| Podział 3 mandatów: SLD: 1 PSL: 2 |

| Podział 3 mandatów: SLD: 2 AWS: 1 |

## Reprezentanci okręgu
| Sejm | Rok  | Poseł KW                                | Poseł KW                                | Poseł KW                                | Poseł KW                                | Poseł KW                                | Poseł KW                                |
| ---- | ---- | --------------------------------------- | --------------------------------------- | --------------------------------------- | --------------------------------------- | --------------------------------------- | --------------------------------------- |
| II   | 1993 |                                         | Z. Janowski SLD                         |                                         | A. Rychliczek PSL                       |                                         | H. Choryngiewicz PSL                    |
| III  | 1997 |                                         | Z. Janowski SLD                         | P. Miszczuk SLD                         |                                         | Z. Denysiuk AWS                         |                                         |
| IV   | 2001 | okręg zniesiony – patrz okręgi nr 6 i 7 | okręg zniesiony – patrz okręgi nr 6 i 7 | okręg zniesiony – patrz okręgi nr 6 i 7 | okręg zniesiony – patrz okręgi nr 6 i 7 | okręg zniesiony – patrz okręgi nr 6 i 7 | okręg zniesiony – patrz okręgi nr 6 i 7 |

### Wybory parlamentarne 1993
| Komitet wyborczy                                      | Komitet wyborczy                                         | Głosów | %     | Mandaty | Wybrani posłowie                      |
| ----------------------------------------------------- | -------------------------------------------------------- | ------ | ----- | ------- | ------------------------------------- |
|                                                       | Polskie Stronnictwo Ludowe                               | 21 910 | 26,13 | 2       | Adam Rychliczek, Henryk Choryngiewicz |
|                                                       | Sojusz Lewicy Demokratycznej                             | 20 036 | 23,90 | 1       | Zbigniew Janowski                     |
|                                                       | Katolicki Komitet Wyborczy „Ojczyzna”                    | 5247   | 6,26  | –       |                                       |
|                                                       | Konfederacja Polski Niepodległej                         | 5102   | 6,09  | –       |                                       |
|                                                       | Samoobrona – Leppera                                     | 4377   | 5,22  | –       |                                       |
|                                                       | Unia Demokratyczna                                       | 3887   | 4,63  | –       |                                       |
|                                                       | Bezpartyjny Blok Wspierania Reform                       | 3639   | 4,34  | –       |                                       |
|                                                       | Niezależny Samorządny Związek Zawodowy „Solidarność”     | 3047   | 3,63  | –       |                                       |
|                                                       | Partia X                                                 | 2701   | 3,22  | –       |                                       |
|                                                       | Polskie Stronnictwo Ludowe – Porozumienie Ludowe         | 2659   | 3,17  | –       |                                       |
|                                                       | Unia Pracy                                               | 2621   | 3,13  | –       |                                       |
|                                                       | Koalicja dla Rzeczypospolitej                            | 2333   | 2,78  | –       |                                       |
|                                                       | Porozumienie Centrum                                     | 2208   | 2,63  | –       |                                       |
|                                                       | Unia Polityki Realnej                                    | 2196   | 2,62  | –       |                                       |
|                                                       | Kongres Liberalno-Demokratyczny                          | 1090   | 1,30  | –       |                                       |
|                                                       | NOT Stowarzyszenia Techniczne                            | 581    | 0,69  | –       |                                       |
|                                                       | Polska Wspólnota Narodowa – Polskie Stronnictwo Narodowe | 205    | 0,24  | –       |                                       |
| Frekwencja: 49,30% Źródło: Państwowa Komisja Wyborcza |                                                          |        |       |         |                                       |

Poniższa tabela przedstawia podział mandatów dla komitetów wyborczych na podstawie uzyskanych głosów, a następnie obliczonych ilorazów wyborczych na podstawie metody D’Hondta.
| Podział mandatów dla komitetów wyborczych na podstawie metody D’Hondta | Podział mandatów dla komitetów wyborczych na podstawie metody D’Hondta | Podział mandatów dla komitetów wyborczych na podstawie metody D’Hondta | Podział mandatów dla komitetów wyborczych na podstawie metody D’Hondta | Podział mandatów dla komitetów wyborczych na podstawie metody D’Hondta | Podział mandatów dla komitetów wyborczych na podstawie metody D’Hondta | Podział mandatów dla komitetów wyborczych na podstawie metody D’Hondta | Podział mandatów dla komitetów wyborczych na podstawie metody D’Hondta |
| Komitet wyborczy                                                       | Komitet wyborczy                                                       | Liczba głosów                                                          | Iloraz wyborczy                                                        | Iloraz wyborczy                                                        | Iloraz wyborczy                                                        | Mandaty                                                                | TP                                                                     |
| Komitet wyborczy                                                       | Komitet wyborczy                                                       | Liczba głosów                                                          | /1                                                                     | /2                                                                     | /3                                                                     | Mandaty                                                                | TP                                                                     |
| ---------------------------------------------------------------------- | ---------------------------------------------------------------------- | ---------------------------------------------------------------------- | ---------------------------------------------------------------------- | ---------------------------------------------------------------------- | ---------------------------------------------------------------------- | ---------------------------------------------------------------------- | ---------------------------------------------------------------------- |
|                                                                        | Polskie Stronnictwo Ludowe                                             | 21 910                                                                 | 21 910                                                                 | 10 955                                                                 | 7303                                                                   | 2                                                                      | 1,15                                                                   |
|                                                                        | Sojusz Lewicy Demokratycznej                                           | 20 036                                                                 | 20 036                                                                 | 10 018                                                                 | 6679                                                                   | 1                                                                      | 1,05                                                                   |
|                                                                        | Konfederacja Polski Niepodległej                                       | 5102                                                                   | 5102                                                                   | 2551                                                                   | 1701                                                                   | 0                                                                      | 0,27                                                                   |
|                                                                        | Unia Demokratyczna                                                     | 3887                                                                   | 3887                                                                   | 1944                                                                   | 1296                                                                   | 0                                                                      | 0,20                                                                   |
|                                                                        | Bezpartyjny Blok Wspierania Reform                                     | 3639                                                                   | 3639                                                                   | 1820                                                                   | 1213                                                                   | 0                                                                      | 0,19                                                                   |
|                                                                        | Unia Pracy                                                             | 2621                                                                   | 2621                                                                   | 1311                                                                   | 874                                                                    | 0                                                                      | 0,14                                                                   |
| Ogółem                                                                 | Ogółem                                                                 | 57 195                                                                 | —                                                                      | —                                                                      | —                                                                      | 3                                                                      | 3                                                                      |

### Wybory parlamentarne 1997
| Komitet wyborczy                                      | Komitet wyborczy                          | Głosów | %     | Mandaty | Wybrani posłowie                  |
| ----------------------------------------------------- | ----------------------------------------- | ------ | ----- | ------- | --------------------------------- |
|                                                       | Sojusz Lewicy Demokratycznej              | 20 629 | 28,66 | 2       | Piotr Miszczuk, Zbigniew Janowski |
|                                                       | Akcja Wyborcza Solidarność                | 17 194 | 23,89 | 1       | Zdzisław Denysiuk                 |
|                                                       | Polskie Stronnictwo Ludowe                | 9237   | 12,83 | –       |                                   |
|                                                       | Ruch Odbudowy Polski                      | 6450   | 8,96  | –       |                                   |
|                                                       | Unia Wolności                             | 5690   | 7,91  | –       |                                   |
|                                                       | Unia Pracy                                | 3294   | 4,58  | –       |                                   |
|                                                       | Krajowa Partia Emerytów i Rencistów       | 1993   | 2,77  | –       |                                   |
|                                                       | Krajowe Porozumienie Emerytów i Rencistów | 1423   | 1,98  | –       |                                   |
|                                                       | Unia Prawicy Rzeczypospolitej             | 1099   | 1,53  | –       |                                   |
|                                                       | Blok dla Polski                           | 711    | 0,99  | –       |                                   |
|                                                       | Przymierze Samoobrona                     | 412    | 0,57  | –       |                                   |
| Frekwencja: 39,26% Źródło: Państwowa Komisja Wyborcza |                                           |        |       |         |                                   |

Poniższa tabela przedstawia podział mandatów dla komitetów wyborczych na podstawie uzyskanych głosów, a następnie obliczonych ilorazów wyborczych na podstawie metody D’Hondta.
| Podział mandatów dla komitetów wyborczych na podstawie metody D’Hondta | Podział mandatów dla komitetów wyborczych na podstawie metody D’Hondta | Podział mandatów dla komitetów wyborczych na podstawie metody D’Hondta | Podział mandatów dla komitetów wyborczych na podstawie metody D’Hondta | Podział mandatów dla komitetów wyborczych na podstawie metody D’Hondta | Podział mandatów dla komitetów wyborczych na podstawie metody D’Hondta | Podział mandatów dla komitetów wyborczych na podstawie metody D’Hondta | Podział mandatów dla komitetów wyborczych na podstawie metody D’Hondta |
| Komitet wyborczy                                                       | Komitet wyborczy                                                       | Liczba głosów                                                          | Iloraz wyborczy                                                        | Iloraz wyborczy                                                        | Iloraz wyborczy                                                        | Mandaty                                                                | TP                                                                     |
| Komitet wyborczy                                                       | Komitet wyborczy                                                       | Liczba głosów                                                          | /1                                                                     | /2                                                                     | /3                                                                     | Mandaty                                                                | TP                                                                     |
| ---------------------------------------------------------------------- | ---------------------------------------------------------------------- | ---------------------------------------------------------------------- | ---------------------------------------------------------------------- | ---------------------------------------------------------------------- | ---------------------------------------------------------------------- | ---------------------------------------------------------------------- | ---------------------------------------------------------------------- |
|                                                                        | Sojusz Lewicy Demokratycznej                                           | 20 629                                                                 | 20 629                                                                 | 10 315                                                                 | 6876                                                                   | 2                                                                      | 1,05                                                                   |
|                                                                        | Akcja Wyborcza Solidarność                                             | 17 194                                                                 | 17 194                                                                 | 8597                                                                   | 5731                                                                   | 1                                                                      | 0,87                                                                   |
|                                                                        | Polskie Stronnictwo Ludowe                                             | 9237                                                                   | 9237                                                                   | 4619                                                                   | 3079                                                                   | 0                                                                      | 0,47                                                                   |
|                                                                        | Ruch Odbudowy Polski                                                   | 6450                                                                   | 6450                                                                   | 3225                                                                   | 2150                                                                   | 0                                                                      | 0,33                                                                   |
|                                                                        | Unia Wolności                                                          | 5690                                                                   | 5690                                                                   | 2845                                                                   | 1897                                                                   | 0                                                                      | 0,29                                                                   |
| Ogółem                                                                 | Ogółem                                                                 | 59 200                                                                 | —                                                                      | —                                                                      | —                                                                      | 3                                                                      | 3                                                                      |